# Alex Ferreira
Alex Ferreira (Aspen, 14 augustus 1994) is een Amerikaanse freestyleskiër. HIj vertegenwoordigde zijn vaderland op de Olympische Winterspelen 2018 in Pyeongchang.

## Carrière
Ferreira maakte zijn wereldbekerdebuut in december 2011 in Copper Mountain. Drie maanden later scoorde hij in Mammoth Mountain zijn eerste wereldbekerpunten. In januari 2013 behaalde de Amerikaan in Copper Mountain zijn eerste toptienklassering in een wereldbekerwedstrijd. Op zowel de Winter X Games XVIII (2014) als de Winter X Games XIX (2015) veroverde Ferreira de bronzen medaille in de halfpipe. In maart 2015 stond hij in Tignes voor de eerste maal in zijn carrière op het podium van een wereldbekerwedstrijd. Op 7 maart 2017 boekte de Amerikaan in Tignes zijn eerste wereldbekerzege. Tijdens de Olympische Winterspelen van 2018 in Pyeongchang veroverde Ferreira de zilveren medaille in de halfpipe. In het seizoen 2017/2018 won hij de wereldbeker halfpipe.
Op de wereldkampioenschappen freestyleskiën 2019 in Park City eindigde de Amerikaan als achtste in de halfpipe.

## Resultaten

### Olympische Spelen
| Jaar | Plaats      | Resultaten |
| ---- | ----------- | ---------- |
| 2018 | Pyeongchang | Halfpipe   |
| 2022 | Peking      | Halfpipe   |

### Wereldkampioenschappen
| Jaar | Plaats    | Resultaten  |
| ---- | --------- | ----------- |
| 2019 | Park City | 8e Halfpipe |

### Wereldbeker
Eindklasseringen
| Seizoen   | Algm   | HP   |
| --------- | ------ | ---- |
| 2011/2012 | 184e   | 31e  |
| 2012/2013 | 41e    | 9e   |
| 2013/2014 | 43e    | 7e   |
| 2014/2015 | 28e    | 5e   |
| 2015/2016 | 41e    | 6e   |
| 2016/2017 | 29e    | 6e   |
| 2017/2018 | Zilver | Goud |
| 2018/2019 | 146e   | 25e  |
| 2019/2020 | 109e   | 19e  |

Wereldbekerzeges
| Datum            | Plaats   | Onderdeel |
| ---------------- | -------- | --------- |
| 7 maart 2017     | Tignes   | Halfpipe  |
| 1 september 2017 | Cardrona | Halfpipe  |